# National Philanthropy Day
Der National Philanthropy Day (deutsch: Nationaler Tag der Philanthropie) ist ein jährlicher Gedenktag, der am 15. November begangen wird. Er wurde von der Association of Fundraising Professionals (AFP) festgegelegt, um wohltätige Aktivitäten in Form von finanziellen Spenden, Sachspenden und ehrenamtlicher Arbeit zu würdigen. Er wird durch Veröffentlichungen der AFP, die herausragende wohltätige Aktivitäten hervorheben, sowie durch Zusammenkünfte und Preisverleihungen in den Vereinigten Staaten sowie an anderen Orten in Nord- und Südamerika von verschiedenen AFP-Kapiteln gefeiert, darunter in San Diego, Kalifornien, Toledo, Ohio, Chattanooga, Tennessee, und Detroit, Michigan.

## Geschichte
Der National Philanthropy Day wurde 1986 von dem Philanthropen Douglas Freeman aus Orange County, Kalifornien ins Leben gerufen und durch eine Proklamation des damaligen US-Präsidenten Ronald Reagan offiziell anerkannt.
Im Jahr 2012 verabschiedete die Regierung von Kanada das National Philanthropy Day Act-Gesetz, das den 15. November ebenfalls als jährlichen National Philanthropy Day festlegte.
Der National Philanthropy Day ist beim United States Patent and Trademark Office und beim U.S. Department of Commerce registriert. Das offizielle Lied des National Philanthropy Day, Now More Than Ever, wurde von Marvin Hamlisch geschrieben.